# Nieustraszeni pogromcy wampirów
Nieustraszeni pogromcy wampirów (znany także pod tytułem Bal wampirów) (ang. The Fearless Vampire Killers) – film koprodukcji brytyjsko-amerykańskiej z 1967 roku w reżyserii Romana Polańskiego. Na podstawie filmu powstał musical – Taniec Wampirów.

## Fabuła
Do pogrążonej w śniegu wioski gdzieś w Europie Wschodniej przybywa profesor Abronsius, łowca wampirów, i jego asystent Alfred. Mieszkańcy wprawdzie milczą na temat krwiopijców, jednak Abronsius stwierdza ich obecność. Tymczasem Alfred zakochuje się w pięknej Sarze, córce karczmarza, która zostaje porwana. Trop prowadzi do zamczyska hrabiego von Krolocka.

## Obsada
- Jack MacGowran – Abronsius
- Roman Polański – Alfred
- Sharon Tate – Sarah Shagal
- Alfie Bass – Shagal
- Ferdy Mayne – Hrabia von Krolock

## Opinie nt. filmu
- Kultura (dodatek do Dziennika Polska-Europa-Świat)[1]

Reżyser i aktor Polański oczywiście tumani i śmieszy – miejscami prezentując humor wręcz slapstickowy – potrafi jednak również nieźle nastraszyć. Co filmowy klasyk, to klasyk. Koniecznie.